# Excursión

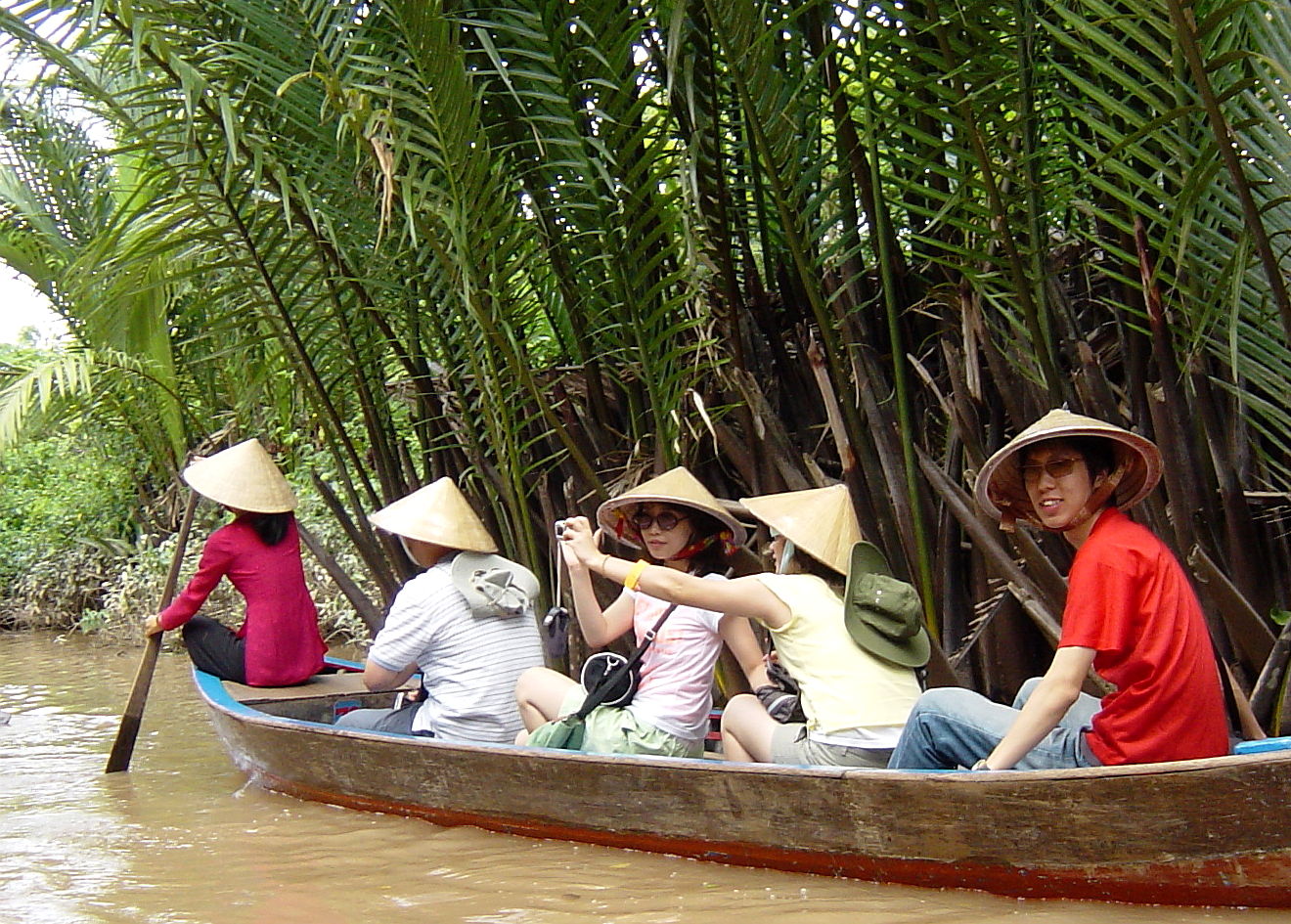
Excursión turística en un río de Vietnam.

Una excursión es un recorrido o travesía, generalmente a pie, que tiene uno o más fines, que pueden ser: científicos, culturales, deportivos, educativos, militares, recreativos o turísticos con fines recreativos y deportivos a zonas naturales o rurales. A la acción de hacer excursiones se le conoce como excursionismo, y la persona aficionada a estas actividades se le conoce como excursionista.
Se conoce también como excursionistas a quienes realizan recorridos turísticos y culturales.

## Excursiones escolares

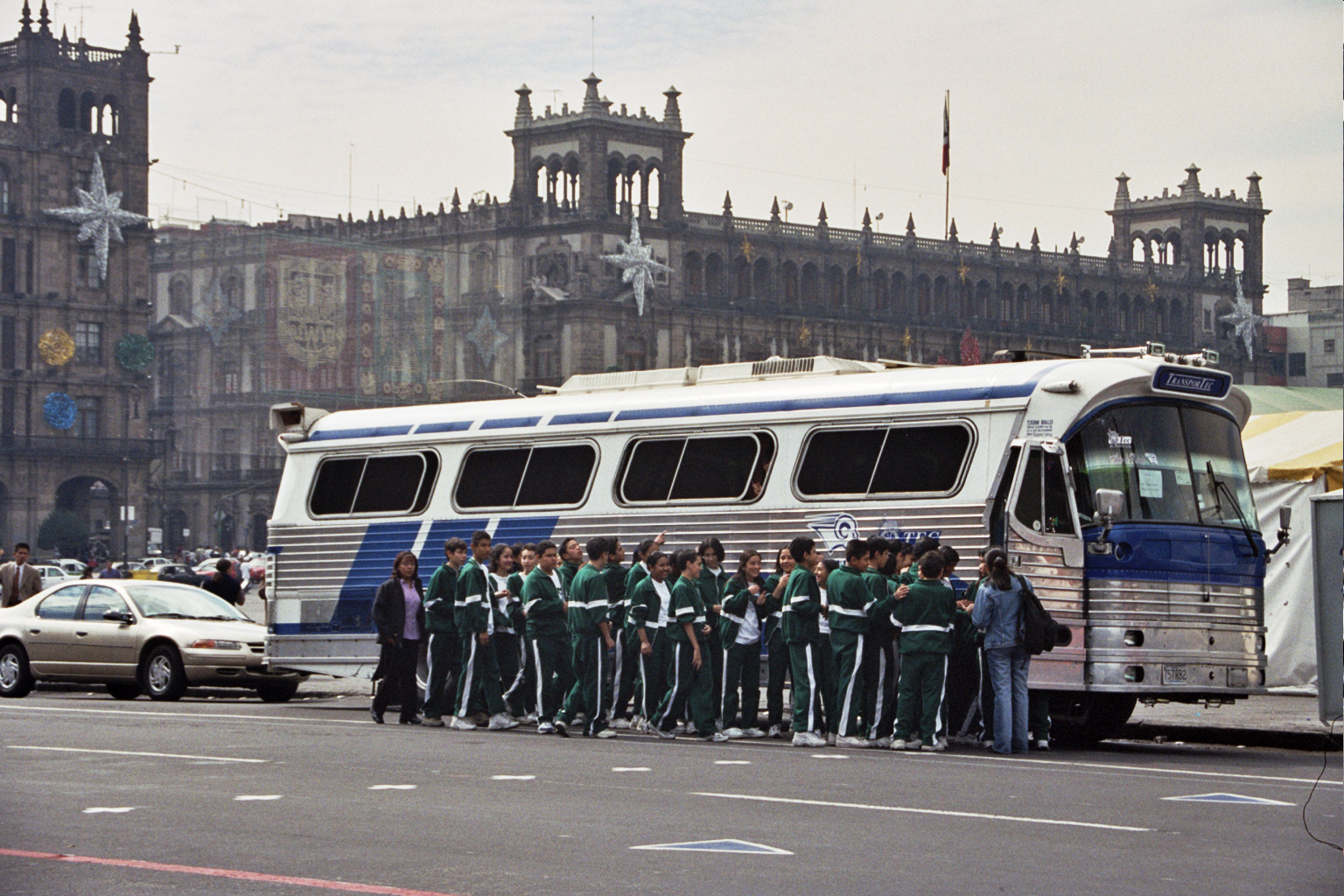
Excursión de estudiantes en el centro histórico de México.

Las excursiones son una práctica habitual de escuelas y colegios. Se trata de un procedimiento que además de ser educativo e instructivo, puede hacer que los alumnos ejerciten sus energías físicas y jueguen mientras respiran aire puro. 
Las excursiones consisten en paseos y viajes más o menos cortos en que los profesores y maestros llevan a sus alumnos a que vean las labores del campo, los terrenos y sus productos, las fábricas, monumentos y establecimientos que puedan servir a la cultura de los niños pero sobre el terreno, de una manera genuinamente intuitiva. Las excursiones se prestan a la enseñanza de gran parte de las asignaturas que se imparten en la escuela: Geografía, Arte, Historia, Ciencias sociales, Geología, Mineralogía, Biología (Botánica y Zoología), etc.
Lo que principalmente caracteriza las excursiones es ser un medio de enseñanza activa, real y viva. Lo que los niños aprenden en estas excursiones lo aprenden de forma práctica en cuanto que además de ver, hacen ellos por sí mismos, recogen frutos o plantas, comparan, clasifican, etc. 
Algunas recomendaciones[cita requerida] son:
- El maestro necesita prepararse de antemano, conocer bien los puntos que han de visitarse y las materias que se han de tratar así como el itinerario, los gastos que ocasione y cuanto pueda contribuir al mejor y más provechoso resultado de ella.
- Al realizar excursiones escolares es recomendable que el número de alumnos no sea muy numeroso y que el maestro vaya acompañado de una persona que le auxilie.
- Cuando se trate de un viaje siempre se contará con el consentimiento de progenitores o tutores.
- Toda excursión de carácter instructivo debe tener un objeto definido sobre el que versará cuanto en ella se diga a los niños.
- Siempre que el asunto lo consienta, se ocupará a los niños en ejercicios prácticos como medición del terreno, recogida de minerales, búsqueda de plantas o formación de colecciones.
- Al día siguiente de la excursión el maestro debe tratar la misma en clase y que alguno de los alumnos excursionistas haga un resumen de ella con el fin de aumentar y afirmar lo aprendido, rectificar juicios, etc. y compartir a los demás alumnos sin perjuicio de la redacción escrita que hagan todos estos.